# Fondaco dei Tedeschi

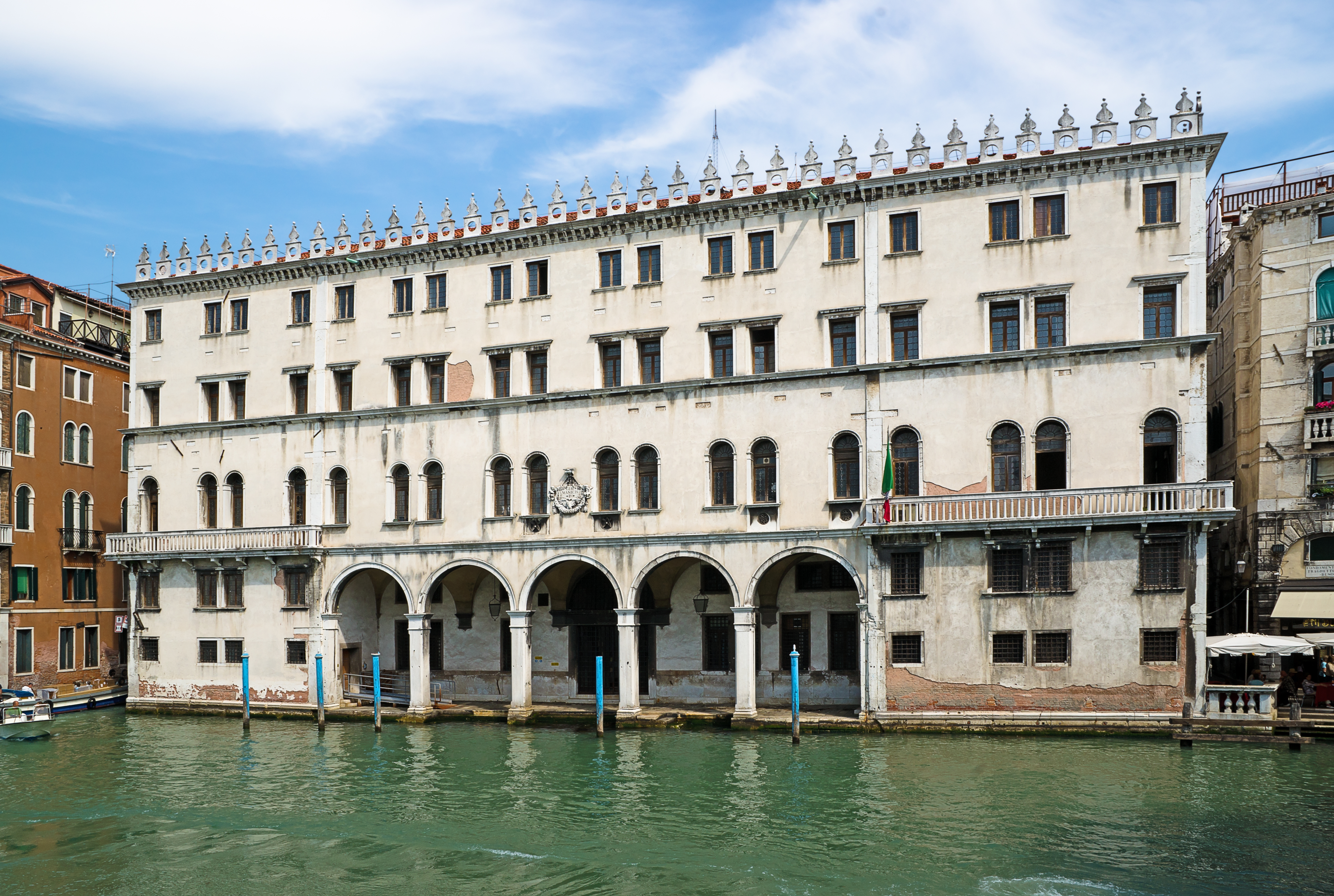
Fondaco dei Tedeschi

Fondaco dei Tedeschi hay Chợ Đức đã là chi nhánh của thương gia người Đức tại Venezia, nằm cạnh Kênh Lớn ngay bên cạnh cầu Rialto. Tòa nhà này ngày nay là một trụ sở của Bộ Bưu điện và Viễn thông Ý.
Chợ Đức được nhắc đến lần đầu tiên vào năm 1228. Sau vụ hỏa hoạn năm 1505 thành phố Venezia đã chi trả cho việc tái xây dựng do kiến trúc sư Frà Giovanni Giocondo thực hiện. Tizian và Giorgione đã vẽ nhiều bức bích họa tô điểm cho mặt ngoài nhưng ngày nay không còn nhìn thấy được nữa.
Ngày xưa hàng hóa được chuyên chở qua các khung hình vòm tầng trệt. Nhiều thương gia từ các thành phố Đức như Nürnberg, Ausburg và Regensburg đã buôn bán tại đây

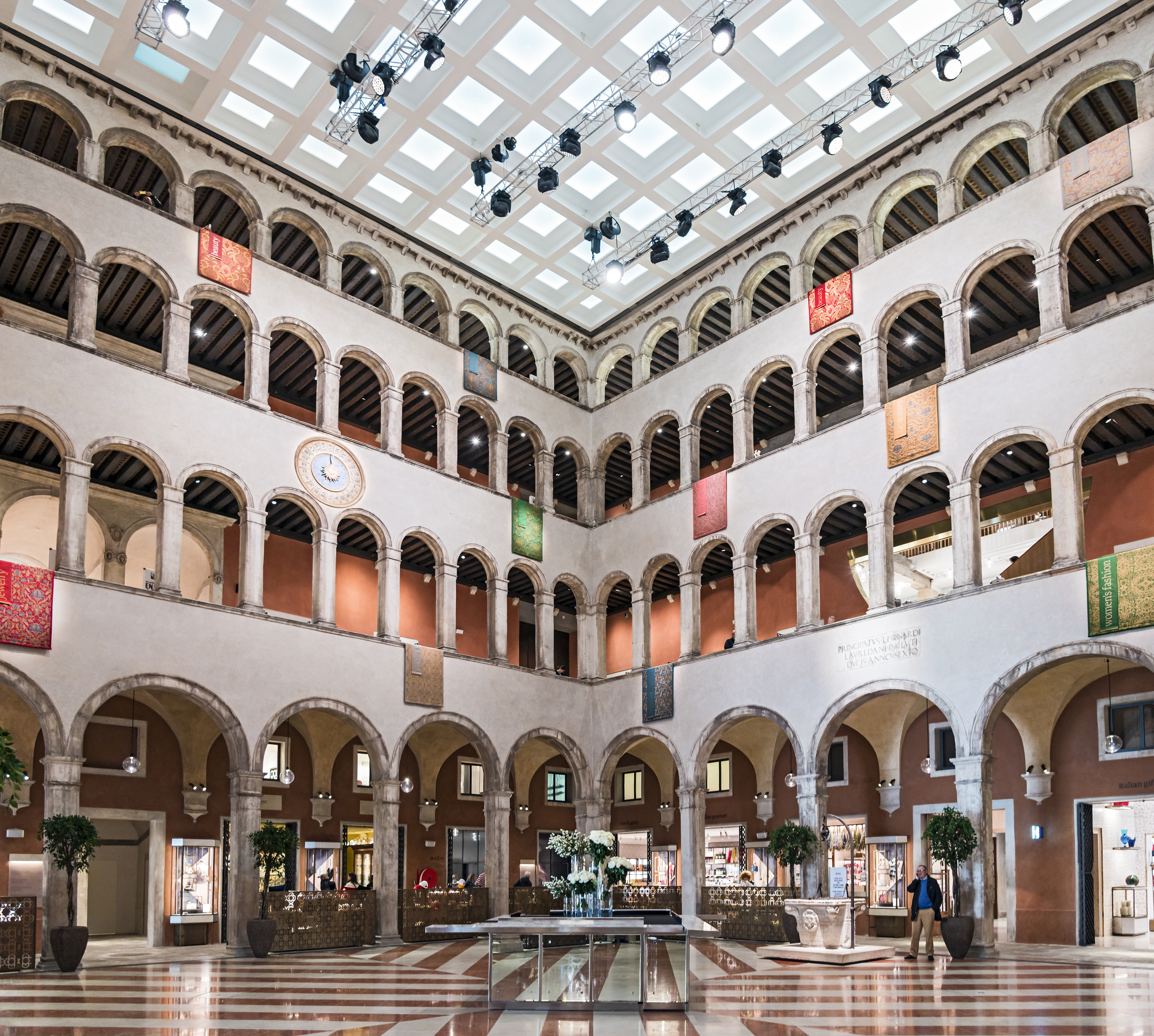
Sân trong
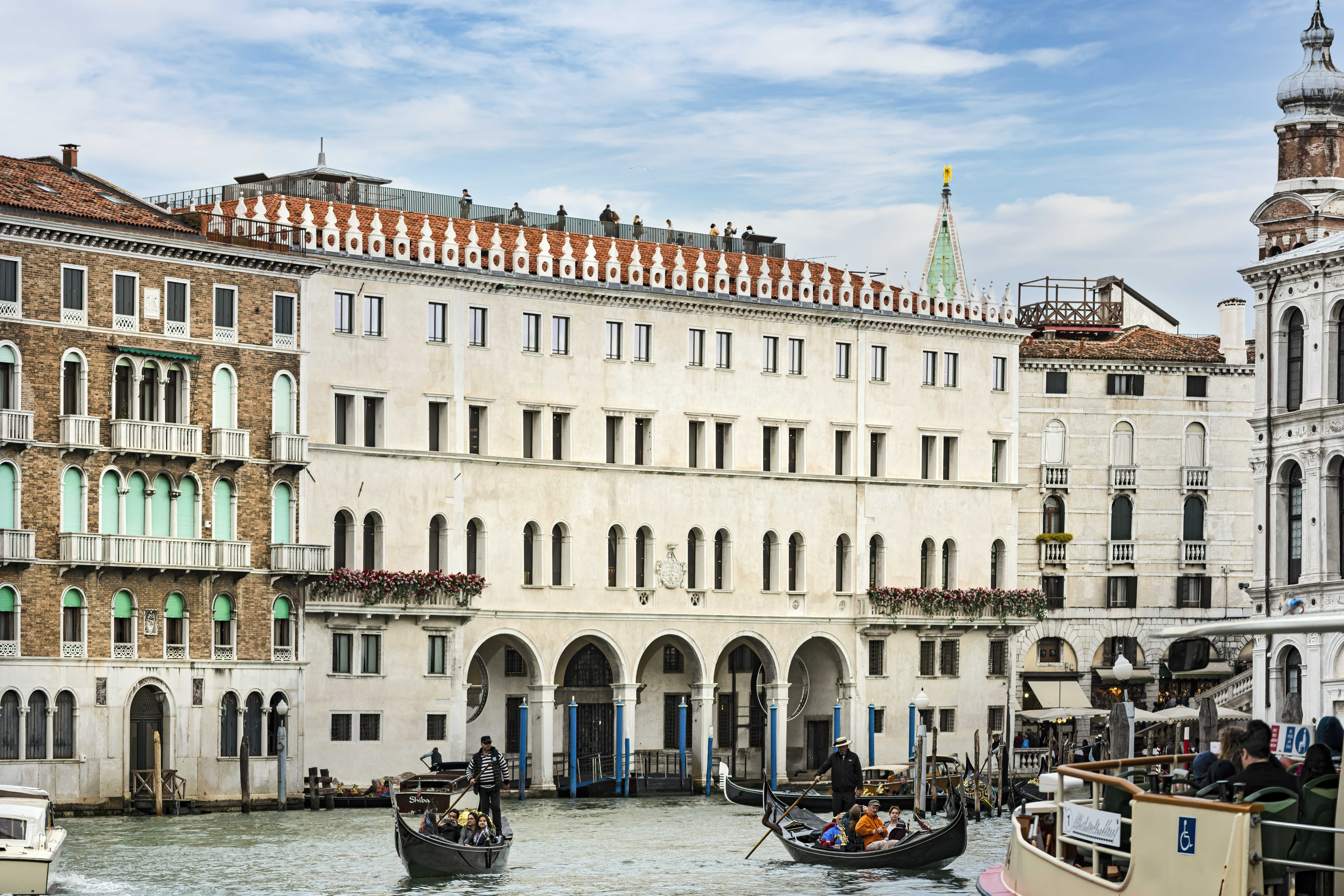
Mặt tiền mới và mái che toàn cảnh